# Jay Christianson
Jay Christianson est un acteur américain né le 8 juillet 1961 à Blooming Prairie, Minnesota (États-Unis).

## Filmographie
- 1998 : Acid Rain : Uriel
- 2001 : Mr. Christie : Rock Alberston
- 2001 : Shipping and Handling : Frank
- 2001 : New York, unité spéciale (saison 2, épisode 13) : Trent Wills
- 2002 : Homework : Professor
- 2002 : Nobody's Perfect : Joshua